# Shaun van Rooyen
Shaun Stephen van Rooyen (Sydney, 27 aprile 1987) è un calciatore neozelandese, centrocampista del Wollongong Wolves.

## Carriera

### Nazionale
Con la nazionale olimpica neozelandese ha partecipato alle olimpiadi di Pechino del 2008.